# Nisídes Koursároi
Nisídes Koursároi är öar i Grekland.   De ligger i regionen Kreta, i den södra delen av landet, 280 km söder om huvudstaden Aten.
Terrängen på Nisídes Koursároi är varierad. Öns högsta punkt är 2 meter över havet. == Kommentarer ==
1. ↑  Framräknat ur höjduppgifter (DEM 3") från Viewfinder Panoramas.[2] Mer om algoritmen finns här: Användare:Lsjbot/Algoritmer.